# Andronik Iosifjan
Andronik Gewondowicz Iosifjan (orm. Անդրանիկ Ղևոնդի Հովսեփյան, ros. Андроник Гевондович Иосифьян, ur. 8 lipca?/21 lipca 1905 we wsi Cmakaoch w guberni jelizawietpolskiej (obecnie w Górskim Karabachu), zm. 13 kwietnia 1993 w Moskwie) – radziecki fizyk, inżynier i konstruktor narodowości ormiańskiej, akademik Akademii Nauk Armeńskiej SRR.

## Życiorys
Urodził się w rodzinie nauczyciela. Od dzieciństwa pracował jako pastuch, w 1918 podczas wojny armeńsko-tureckiej wraz z rodziną uciekł do Turkiestanu, skąd wrócił w 1922, po czym ochotniczo wstąpił do Armii Czerwonej, służył jako telefonista w batalionie łączności w Tbilisi. W okresie służby w armii ukończył rabfak (fakultet robotniczy). Po demobilizacji w 1925 rozpoczął studia na Wydziale Elektromechanicznym Bakijskiego Instytutu Politechnicznego, które ukończył w 1929, po czym został asystentem w tym instytucie, w 1931 przeniósł się do Moskwy, gdzie pracował w laboratorium elektromaszynowym Wszechzwiązkowego Instytutu Elektrotechnicznego im. Lenina jako inżynier, pracownik naukowy i od 1932 szef laboratorium. Zajmował się konstrukcją silników. W 1937 podczas wielkiego terroru jego ojciec został aresztowany i rozstrzelany (zrehabilitowany po śmierci Stalina), a on sam zdegradowany i usunięty z partii, w 1939 przywrócono mu poprzednie prawa. W 1940 został doktorem nauk technicznych, a w 1941 profesorem. Po ataku Niemiec na ZSRR zajmował się techniką zbrojeniową, we wrześniu 1941 został dyrektorem fabryki nr 627 w Moskwie produkującej elektrotechnikę wojskową, od czerwca 1942 kierował zakładem zbrojeniowym nr 689 w Izmajłowie, w maju 1944 mianowano go dyrektorem Instytutu Naukowo-Badawczego nr 627 (w 1959 przemianowanego na Wszechzwiązkowy Naukowo-Badawczy Instytut Elektromechaniki). Na tym stanowisku zajmował się głównie techniką rakietową, a od końca lat 50. również techniką kosmiczną. Instytutem kierował do 1973, później do 1982 był kierownikiem naukowym eksperymentalnego zakładu Wszechzwiązkowego Naukowo-Badawczego Instytutu Elektromechaniki, następnie został dyrektorem i głównym konstruktorem naukowo-badawczego biura konstruktorskiego Akademii Nauk Armeńskiej SRR. W 1959 został akademikiem Akademii Nauk Armeńskiej SRR (członkiem korespondentem tej akademii był od 1945). Napisał ok. 250 prac naukowych i dokonał 30 wynalazków.

## Odznaczenia i nagrody
- Medal Sierp i Młot Bohatera Pracy Socjalistycznej (17 czerwca 1961)
- Order Lenina (czterokrotnie, 12 grudnia 1942, 12 grudnia 1957, 17 czerwca 1961 i 30 lipca 1975)
- Order Rewolucji Październikowej (23 lipca 1985)
- Order Czerwonego Sztandaru Pracy (dwukrotnie, 2 czerwca 1952 i 20 kwietnia 1956)
- Nagroda Stalinowska (1949)
- Nagroda Leninowska (1970)
- Nagroda Państwowa ZSRR (1979)
- Medal „Za obronę Moskwy”

I inne.